# Benjamin Huger (generaal)
Benjamin Huger (22 november 1805 – 7 december 1877) was een Amerikaanse beroepsmilitair. Tijdens de  Mexicaans-Amerikaanse Oorlog stond hij aan het hoofd van de bevoorrading van wapens en munitie en tijdens de Amerikaanse Burgeroorlog was hij generaal-majoor bij de Confederate States Army. Hij kreeg veel kritiek voor het opgeven van Roanoke Island en Norfolk, Virginia waarbij hij grote voorraden in vijandelijke handen liet vallen. Tijdens de Slag bij Seven Pines werd hij door generaal-majoor James Longstreet beschuldigd van het hinderen van de Zuidelijke aanval. Hij werd overgeplaatst naar het westelijke front waar hij een administratieve functie kreeg. Na de oorlog trok hij zich terug op een landbouwbedrijf in Virginia.

## Vroege jaren
Huger werd geboren op 22 november 1855 in Charleston, South Carolina. Hij was de zoon van Francis Kinloch Huger en Harriet Lucas Pinckney. Zijn grootvader langs moederszijde was generaal-majoor Thomas Pinckney en zijn grootvader langs vaderzijde, die ook de naam Benjamin Huger droeg, was een patriot die tijdens de Amerikaanse Onafhankelijkheidsoorlog sneuvelde in Charleston.

## U.S. Army
In 1821 werd Huger toegelaten tot de United States Military Academy in West Point. Hij studeerde af in 1825 als achtste in een klas van 37 kadetten. Op 1 juli 1825 werd hij benoemd tot gebrevetteerde tweede luitenant en kort daarop bevorderd tot tweede luitenant. Hij werd ingedeeld bij de 3rd U.S. Artillery. Huger diende tot in 1828 als topografisch ingenieur en tussen 1828 en 1830 nam hij verlof om een rondreis te maken in Europa. Bij zijn terugkeer diende hij als rekruteringsofficier. Daarna werd hij naar het garnizoen van Fort Trumbull in New London, Connecticut gestuurd. Tussen 1832 en 1839 was Huger bevelhebber van het arsenaal in Fort Monroe in Hampton, Virginia.
Huger trad in het huwelijk met Elizabeth Celestine Pinckney, zijn nicht, op 7 februari 1831. Ze zouden samen vijf kinderen krijgen: Benjamin, Eustis, Francis, Thomas en Celestine Pinckney. Eén van hun zonen, Francis (Frank) Huger zou eveneens studeren in West Point en dienst nemen in het Confederate States Army. Hij werd luitenant-kolonel bij de artillerie. Op 30 mei 1832 werd Benjamin Huger bevorderd tot kapitein en overgeplaatst naar het Ordnance Departement die zich bezighield met de bevoorrading van munitie en wapens. Tussen 1839 en 1845 diende hij bij de U.S. Army Ordnance Board en werd tussen 1840 en 1841 naar Europa gestuurd. Tussen 1841 en 1846 kreeg hij opnieuw het bevel over het arsenaal in Fort Monroe.

### Mexicaans-Amerikaanse oorlog

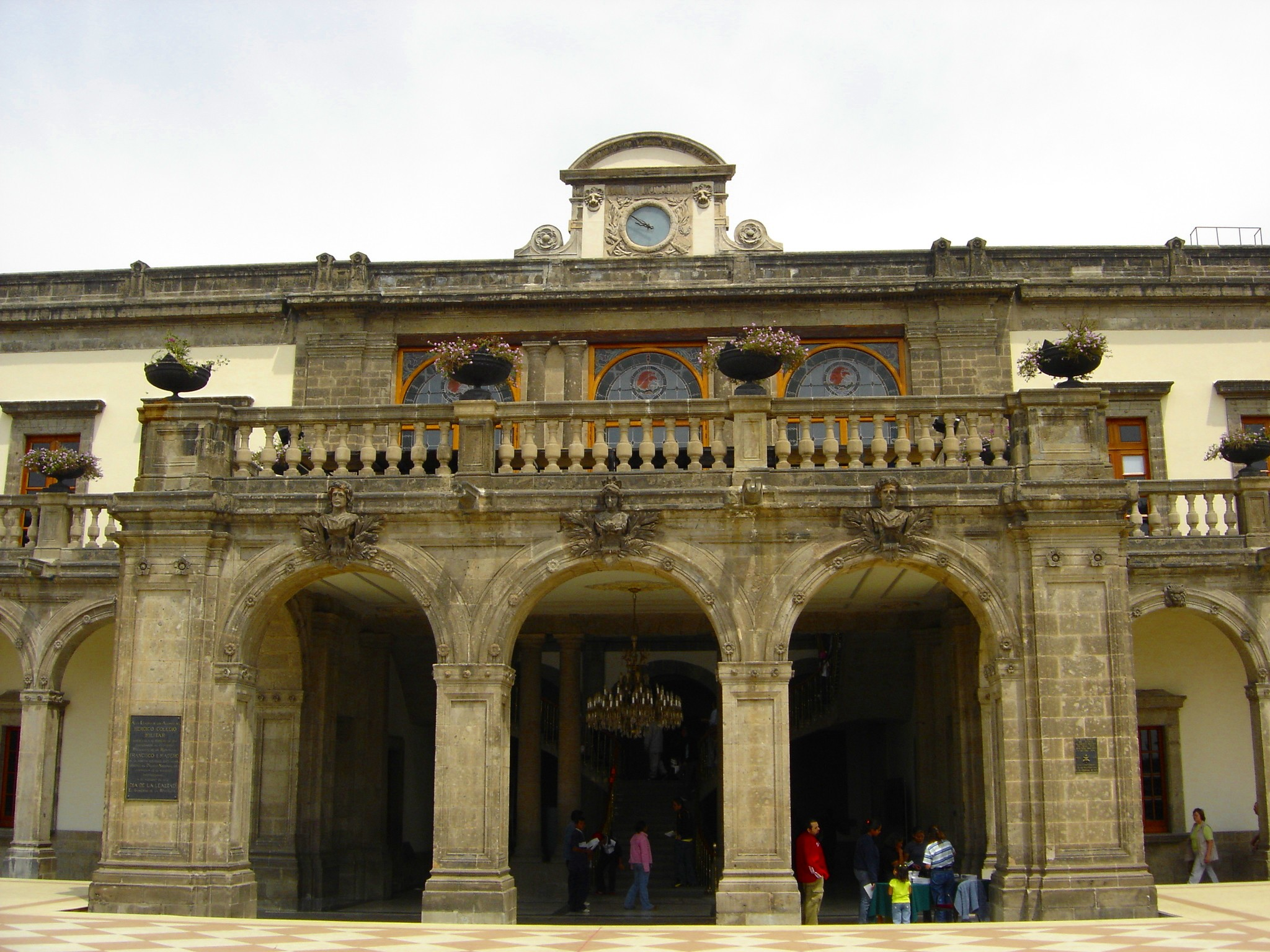
Chapultepec in 2006; Huger was bevelhebber van de eenheid die het paleis in september 1847 bestormde.

Toen de oorlog met Mexico uitbrak, diende Huger als chief of ordnance in de staf van generaal-majoor Winfield Scott. Huger had tijdens het Beleg van Veracruz, tussen 9 en 29 maart 1847, het commando over de belegeringsstukken. Voor zijn inzet en moed werd hij op 29 maart bevorderd tot gebrevetteerd majoor en na de Slag om Molina del Rey kreeg hij op 8 september de rang van gebrevetteerd luitenant-kolonel. Vijf dagen later, op 13 september, werd hij bevorderd tot gebrevetteerd kolonel na de succesvolle bestorming van Chapultepec. Na de oorlog werd Huger aangesteld in een comité die een lessenpakket diende uit te werken om de basisprincipes van de artillerie bij te brengen in de U.S. Army. Tussen 1848 en 1851 leidde hij opnieuw het arsenaal in Fort Monroe en tussen 1852 en 1854 stond hij aan het hoofd van het arsenaal in Harpers Ferry, West Virginia. In 1852 kreeg Huger uit erkentelijkheid voor zijn militaire loopbaan en staat van dienst een ceremonieel zwaard van de staat van South Carolina. Tussen 1854 en 1860 was Huger bevelhebber van het arsenaal in Pikesville, Maryland. Op 15 februari 1855 werd hij bevorderd tot majoor. Huger werd in 1856 naar de Krimoorlog gestuurd als buitenlandse waarnemer. Begin 1860 werd hij bevelhebber van het arsenaal in Charleston, South Carolina.

## Amerikaanse Burgeroorlog
Ondanks de secessie van South Carolina in december 1860 bleef Huger in de U.S. Army. Het was pas na de aanval op Fort Sumter dat hij op 22 april 1861 zijn ontslag indiende. Net voor de aanval op het fort sprak Huger met majoor Robert Anderson, bevelhebber van het fort, om tot een vreedzame oplossing te komen. Hoewel Anderson zelf was geboren in een slavenstaat, koos hij ervoor om trouw te blijven aan de Verenigde Staten van Amerika; waarop Huger met lege handen het fort verliet.
Huger werd op 16 maart 1861 benoemd tot luitenant-kolonel in het Confederate States Army en kreeg het bevel over de eenheden  in en rond Norfolk, Virginia. Op 22 mei werd hij benoemd tot brigadegeneraal in de militie van de staat Virginia. De volgende dag werd hij aangesteld als bevelhebber van het Departement of Norfolk waaronder de defensieve stellingen van North Carolina en zuidelijk Virginia vielen. Hij richtte zijn hoofdkwartier in Norfolk in. Ergens in juni werd Huger ook aangesteld als een brigadegeneraal in het Virginia Provisional Army, maar hij koos ervoor om op 17 juni toe te treden tot een vrijwilligerseenheid als brigadegeneraal.  Op 7 oktober werd hij bevorderd tot generaal-majoor.

### Roanoke Island en het verlies van Norfolk

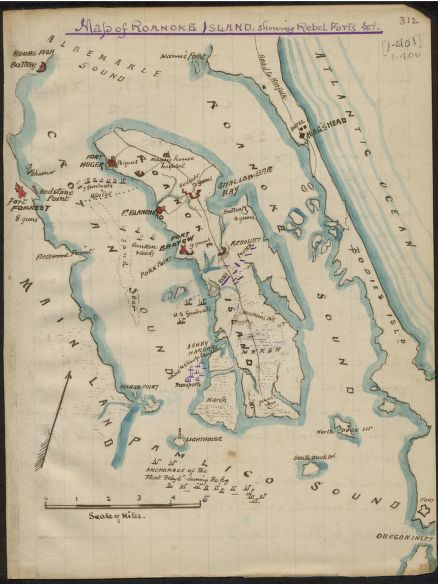
Overzichtskaart met de Zuidelijke defensieve stellingen tijdens de Slag om Roanoke Island in 1862.

Begin 1862 naderde de Noordelijke zeemacht, met aan boord troepen onder leiding van brigadegeneraal Ambrose Burnside, om bruggenhoofden te veroveren langs de kustlijn van Virginia met als doel de zeeblokkade te versterken. Op Roanoke Island vroeg een ondergeschikte van Huger, brigadegeneraal Henry A. Wise, om dringend meer munitie, artillerie, voorraden en vooral meer soldaten te sturen om het onafgewerkte fort op het eiland te versterken. Huger antwoordde dat harder werken meer zou opleveren dan versterkingen te sturen. Toen president Jefferson Davis een rechtstreeks bevel gaf aan Huger om versterkingen te sturen, was het al te laat. Op 7 en 8 februari 1862 zetten de kanonneerboten van Vlagofficier Louis M. Goldsborough de Noordelijke infanterie aan land om het Fort op het eiland in te nemen. Burnside kon snel alle weerstand breken voor Huger met zijn 13.000 soldaten arriveerde om het Wise bij te staan.
Toen het nieuws van de val van Roanoke Island de inwoners van Norfolk bereikte, brak er paniek uit die zich snel uitbreidde naar Richmond. Op 27 februari kondigde president Davis de staat van beleg af in beide steden om de orde te herstellen. Ook werd de Habeas Corpus tijdelijk opgeschort.

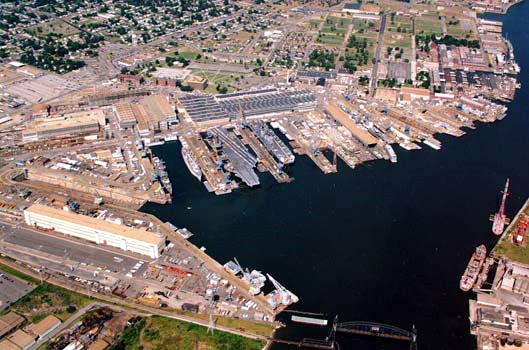
Zicht op het moderne Norfolk Naval Shipyard, die ten tijde van Huger bekend stond als de Gosport Yards en onder zijn verantwoordelijkheid viel in 1862.

Door een combinatie van acties van de Noordelijke marine bij Elizabeth City op 10 februari, de Slag bij New Bern op 14 maart, de Slag bij South Mills op 19 april en de Noordelijke landingen op het schiereiland nabij Richmond, was de Zuidelijke regering tot de vaststelling gekomen dat Norfolk onhoudbaar geworden was. Op 27 april 1862 gaf generaal Joseph E. Johnston het bevel tot evacuatie waarbij benadrukt werd dat er zoveel mogelijk voorraden en ander bruikbaar materiaal van de Gosport Navy Yard  meegenomen moesten worden. Op 1 mei begon Huger met de evacuatie en gaf het bevel tot het in brand steken van de haveninstallaties in Norfolk en Portsmouth. Tien dagen later was het gebied in Noordelijke handen en dit zou zo blijven tot het einde van de oorlog. Er werd al snel een onderzoek ingesteld door het Zuidelijk congres naar de rol van Huger in het verlies van Roanoke Island en de amateuristische manier waarop de stad geëvacueerd werd en de haveninstallaties vernietigd werden. Huger werd op non-actief gezet tot eind mei 1862.

### De schiereilandveldtocht
President Jefferson Davis gaf Huger het bevel over een divisie in het Army of Northern Virginia onder leiding van generaal Johnston. Samen met de rest van het leger trok Hugers divisie zich stelselmatig terug naar Richmond. Op 31 mei en 1 juni 1862 nam zijn divisie deel aan de Slag bij Seven Pines.

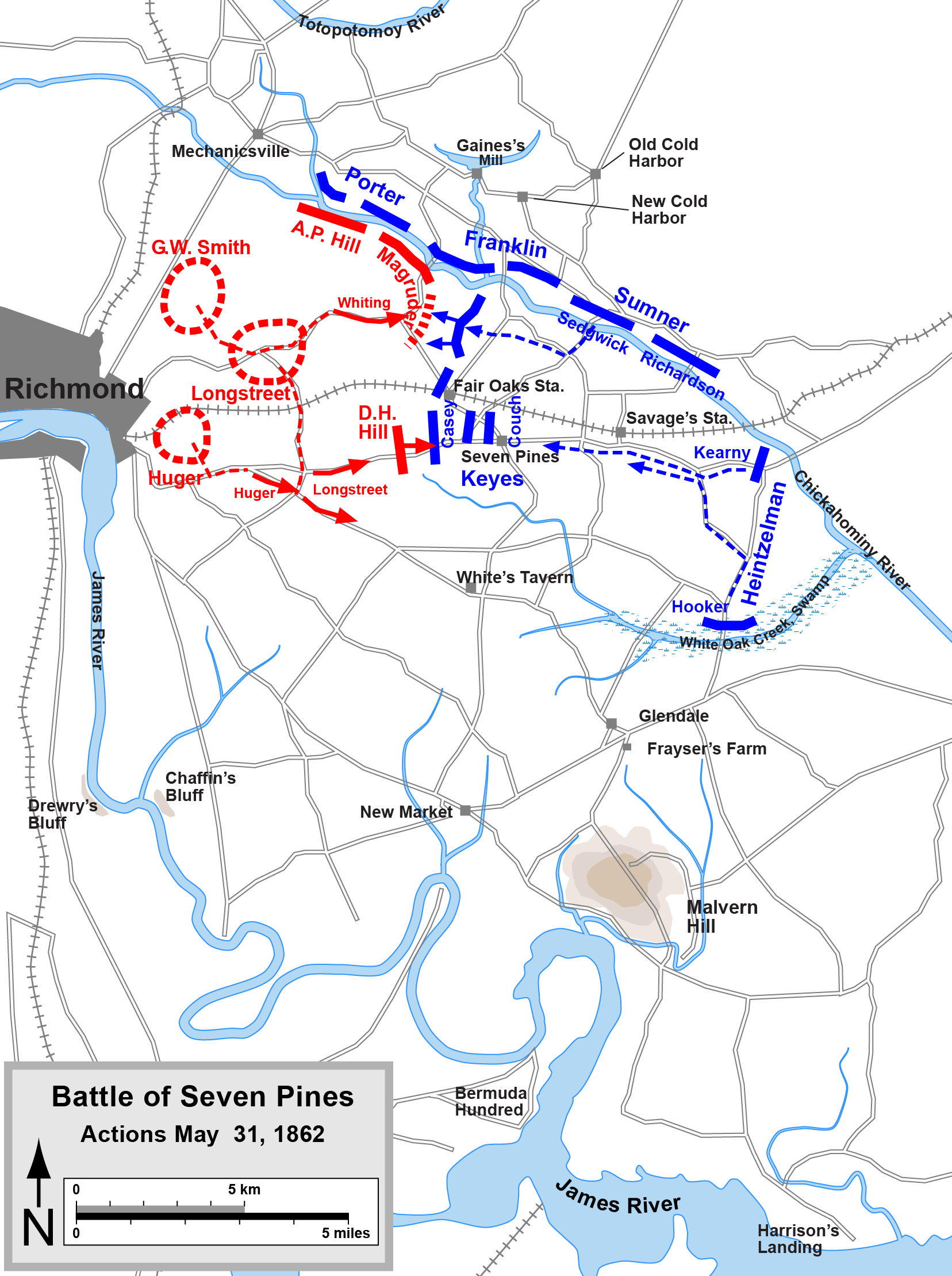
De Slag bij Seven Pines

Volgens het plan van Johnston werden de drie brigades van Huger als reserve onder het commando van generaal-majoor James Longstreet geplaatst. Maar Huger werd hier niet van op de hoogte gebracht. Toen hij op 1 juni zijn troepen naar voor bracht om aan te vallen, botste hij op de eenheden van Longstreet die de weg blokkeerden nadat ze een verkeerde weg hadden genomen. Huger sprak Longstreet aan en vroeg naar de reden van vertraging. Toen pas informeerde Longstreet hem over zijn nieuwe opdracht. En hoewel Huger de hoogste bevelhebber was, accepteerde hij de senioriteit van Longstreet. Deze vertraging en de orders van Longstreet om te wachten op nieuwe instructies zorgden ervoor dat Huger geen ondersteuning kon bieden aan de Zuidelijke aanval. Later zou Longstreet de schuld op Huger steken voor de mislukte aanval.  Toen Huger dit hoorde, eiste hij een officieel onderzoek, maar dit werd geweigerd. Hij klopte aan bij de president, maar er werd verder niets gedaan om zijn naam te zuiveren.

### De Zevendagenslag
Ondertussen had generaal Robert E. Lee Johnston op 1 juni vervangen nadat die gewond was geraakt bij Seven Pines. Lee plande een aanval op het Noordelijke korps onder leiding van brigadegeneraal Erasmus D. Keyes die door de Chickahominy geïsoleerd was van de rest van het Army of the Potomac. Lee liet 30.000 soldaten achter om de stellingen rond Richmond te verdedigen terwijl hij met de divisies van de generaals-majoor John B. Magruder, Theophilus H. Holmes en Huger tot de aanval zou overgaan. Tijdens de Slag bij Oak Grove op 25 juni werd Huger aangevallen door twee divisies van het III Corps onder leiding van de brigadegeneraals Joseph Hooker en Philip Kearny die probeerden door te breken naar de vijandelijke hoofdstad. Toen de Noordelijke aanval stokte door het moeilijke terrein ging Huger in de tegenaanval met een brigade onder leiding van brigadegeneraal Ambrose R. Wright. Toen de Zuidelijke aanval stil viel, voerden de Noordelijken een nieuwe aanval uit, maar deze mislukte eveneens. Huger verloor 541 gesneuvelden en gewonden terwijl de Noordelijken 626 slachtoffers telden.

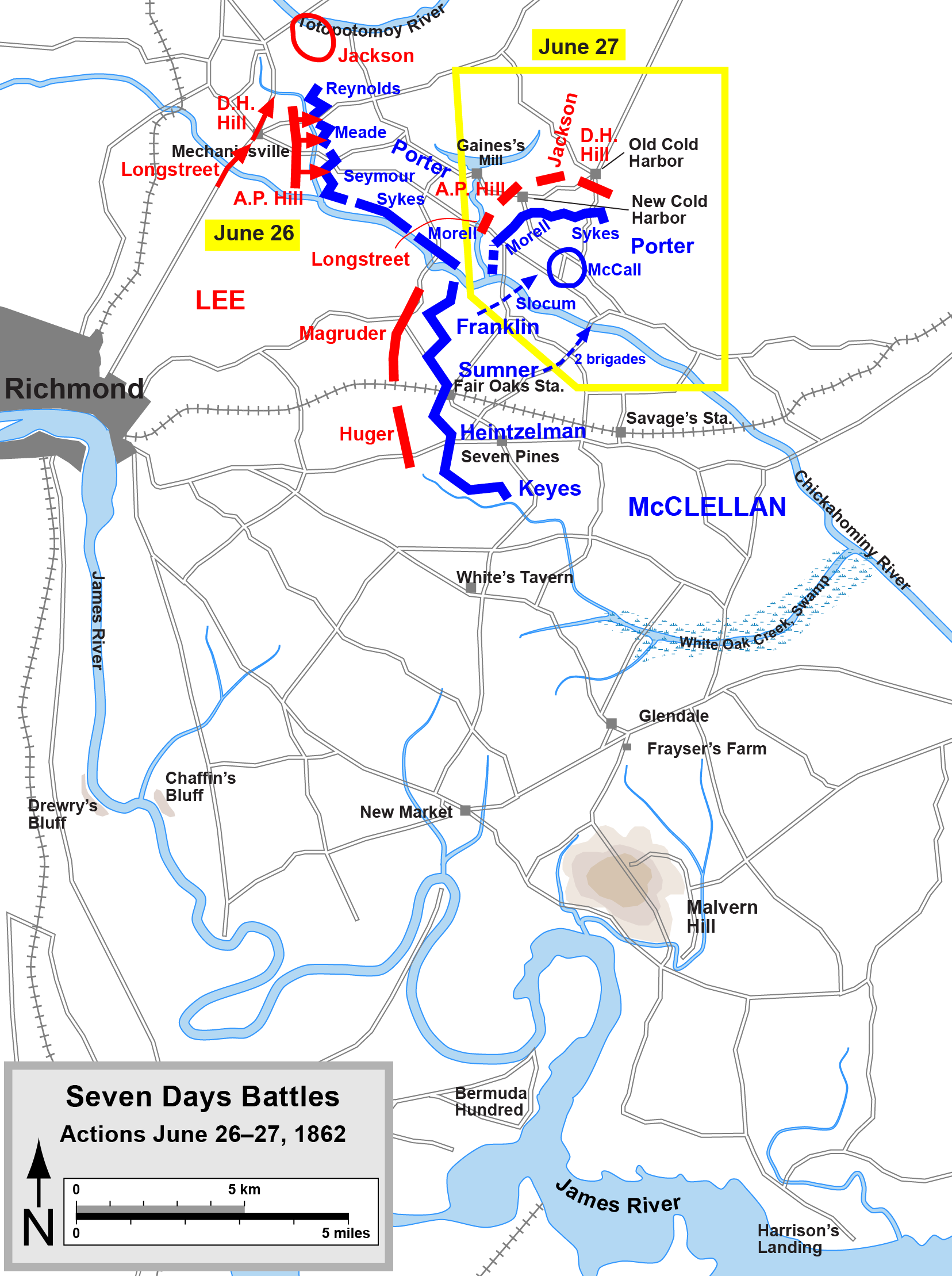
De Zevendagenslag, bewegingen op 26 en 27 juni 1862

Lee bleef druk uitoefenen op de Noordelijke stellingen. Na de Slag bij Oak Grove liet hij het grootste deel van de 30.000 soldaten rond Richmond naar het front overkomen, waaronder die van Huger. Op 29 juni dacht Magruder dat zijn stellingen zouden aangevallen worden en vroeg om versterkingen. Lee stuurde twee brigades van Hugers divisie met de instructies dat ze teruggestuurd dienden te worden indien er tegen 14.00 uur geen aanval had plaatsgevonden. Hugers soldaten keerden terug zonder een schot gelost te hebben. Later die dag leverde Magruder toch nog slag bij Savage’s Station zonder versterkingen. Zelfs zonder zijn twee brigades arriveerde Huger te laat op zijn voorziene stellingen. De volgende dag kreeg Huger het bevel om op te rukken naar Glendale maar werd vertraagd door obstakels die Noordelijke genisten hadden achtergelaten op de weg. Hij liet zijn soldaten een nieuwe weg uithakken doorheen de bossen wat zijn opmars nog meer vertraagde. Ondertussen wachtten de andere Zuidelijke eenheden op het sein om tot de aanval over te gaan. Het sein zou van de kanonschoten van Huger moeten komen. Huger stuurde een koerier naar Lee met de boodschap dat hij vertraging had opgelopen, zonder in detail te gaan.
Rond 14.00 had de voorste brigade onder leiding van brigadegeneraal William Mahone een weg uitgehakt langs de obstakels waarna ze hun opmars richting Glendale verderzetten. Daar botsten ze op de 6.000 man sterke Noordelijke divisie van brigadegeneraal Henry W. Slocum die hun de weg versperden. Huger stelde zijn artillerie op en opende rond 14.30u het voor op de Noordelijke stellingen. De Noordelijken beantwoorden het vuur waarop Huger zijn 9.000 soldaten terugtrok in de bossen. Hoewel hij een overwicht had van 3 tegenover 2 gaf Huger alle pogingen op om Glendale te bereiken. De andere Zuidelijke eenheden hadden de kanonschoten van Huger gehoord en dachten het sein tot de aanval gehoord te hebben. De Slag bij Glendale was begonnen, hoewel Huger geen rol meer speelde in het treffen.

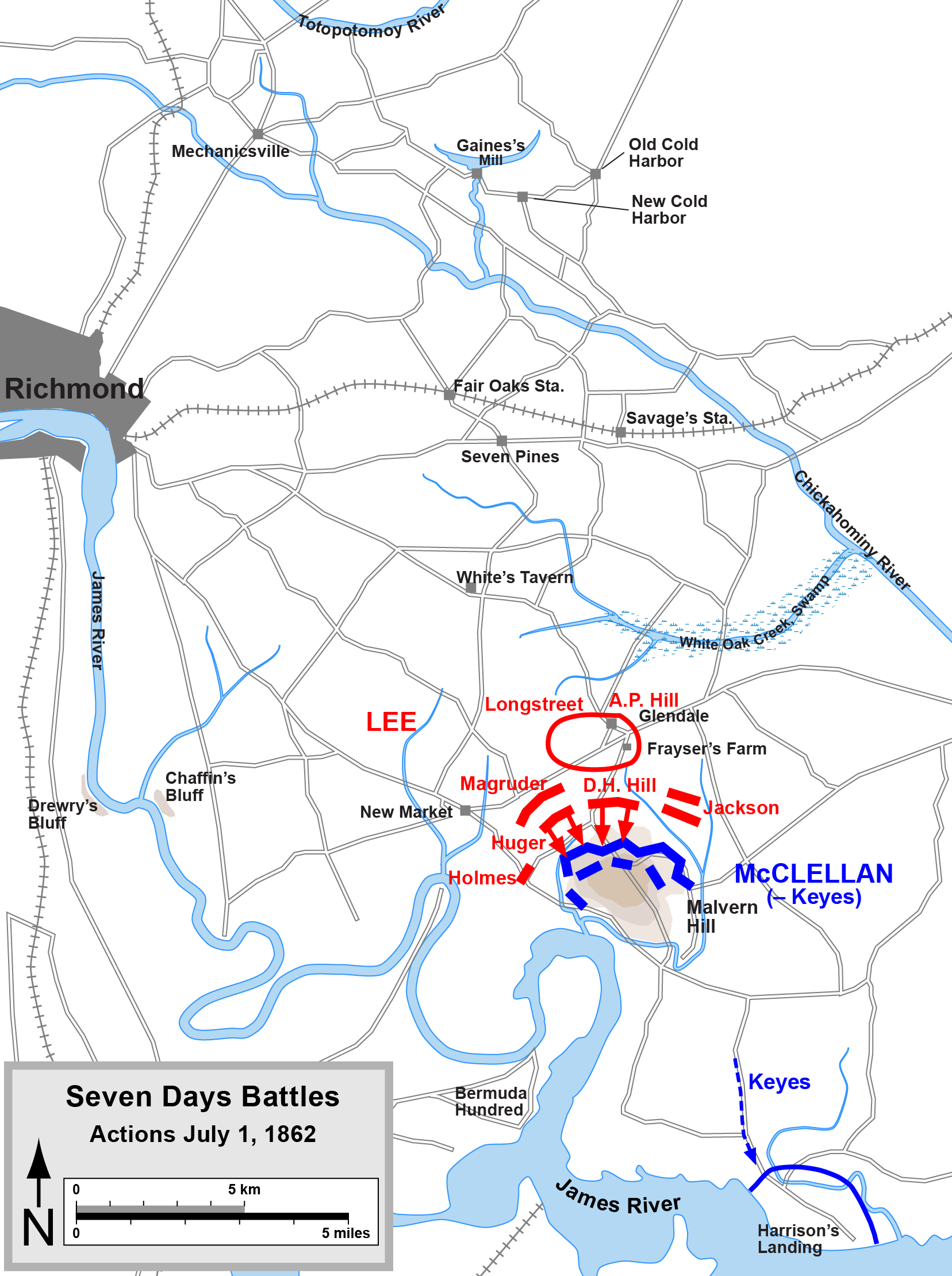
De Slag bij Malvern Hillop 1 juli 1862; Hugers laatste veldslag tijdens de oorlog

De volgende dag, op 1 juli 1862, zou Huger zijn laatste slag leveren in het Army of Northern Virginia en uiteindelijk van de oorlog. Zijn divisie werd naar de Noordelijke stellingen bij Malvern Hill gestuurd. Hij zou ingezet worden waar Lee het nodig achtte. Omdat Magruder zijn orders verkeerd had begrepen en zich terugtrok in plaats van op te rukken, werd Huger er naar toe gestuurd. Hij nam stellingen in op de rechterflank van de Zuidelijke slaglinie ten noorden van "Crew House" naast de divisie van generaal-majoor D.H. Hill die links van hem stond opgesteld. Lee liet een artilleriebarrage uitvoeren ter voorbereiding van de infanterie-aanval. Brigadegeneraal Lewis Armistead, een van de brigadegeneraals in Hugers divisie, diende de aanval in te zetten wanneer hij de tijd rijp achtte. Voor de Zuidelijke artillerie het vuur kon openen, nam de Noordelijke artillerie hen onder vuur en stelden de meeste Zuidelijke kanonnen buiten gevecht. Rond 14.30u ging Armistead toch tot de aanval over. Hoewel zijn soldaten enige vooruitgang boekten, slaagden ze er niet in om de vijandelijke stellingen te breken. Rond 16.00u bereikte Magruder alsnog het slagveld, maar ook zijn aanval mislukte. Nu werden twee andere brigades ingezet van Hugers divisie onder leiding van brigadegeneraal Ambrose R. Wright en William Mahone. Ze geraakten tot op 69 m van de Noordelijke stellingen maar moesten dan ook dekking zoeken. De laatste brigade van Huger onder leiding van brigadegeneraal Robert Ransom Jr. naderde tot op 18 m maar trok zich rond 18.00u eveneens terug.
Na de Schiereilandveldtocht reorganiseerde Lee zijn leger en stuurde verschillende divisiecommandanten de laan uit. Huger was een van hen. Huger werd samen met generaal-majoor Theophilus Holmes op 12 juli 1862 ontgeven van zijn commando. In de herfst van hetzelfde jaar werd hij overgeplaatst naar het Trans-Mississippi Department.

### Trans-Mississippi
Na de Zevendagenslag werd Huger aangesteld als assistent inspecteur generaal bij de artillerie, een functie die hij zou uitoefenen tot in augustus. Daarna werd hij overgeplaatst naar het westelijke front in het Trans-Mississippi Departement. Hij zou enkel nog administratieve functies uitoefenen omdat hij te oud werd geacht voor een commando te velde. Op 26 augustus werd Huger aangesteld als de nieuwe inspecteur voor de artillerie en de bevoorrading. In juli 1863 werd hij bevelhebber van de ordnance of bevoorradingsdiensten in het volledige departement. Hij zou aanblijven in deze functie tot het einde van de oorlog in 1865. Huger gaf zich samen met generaal Edmund Kirby Smith en de rest van de strijdkrachten in het departement over in mei 1865. Huger werd op 12 juni vrijgelaten uit Shreveport, Louisiana.

## Latere jaren
Na de oorlog werd Huger landbouwer in North Carolina. Hij was lid van de Aztec Club of 1847 en was de ondervoorzitter tussen 1852 en 1867. Omdat zijn gezondheid achteruitging, keerde hij terug naar zijn geboortestad Charleston. Hij overleed er op 7 december 1877. Hij werd begraven op de Green Mount Cemetery in Baltimore, Maryland.